# Diprenorfina
La diprenorfina (nombre comercial: Revivon; antiguo nombre en código de desarrollo: M5050) también conocida como diprenorfin, es un agonista parcial débil, no selectivo y de alta afinidad de los receptores opioides μ (MOR), κ (KOR) y δ (DOR) (con igual afinidad), que se utiliza en medicina veterinaria como antagonista opioide. Se utiliza para revertir los efectos de analgésicos opioides superpotentes, como la etorfina y el carfentanilo, que se utilizan para tranquilizar a animales grandes. El fármaco no está aprobado para su uso en humanos.
La diprenorfina es el antagonista opioide más fuerte disponible comercialmente (unas 100 veces más potente que la nalorfina), y se usa para revertir los efectos de opioides muy fuertes para los cuales la afinidad de unión es tan alta que la naloxona no revierte de manera efectiva o confiable los efectos narcóticos. Estos opioides superpotentes, con la única excepción de la buprenorfina (que tiene un perfil de seguridad mejorado debido a su carácter de agonismo parcial), no se usan en humanos porque la dosis para un humano es tan pequeña que sería difícil de medir adecuadamente, por lo que existe un riesgo excesivo de sobredosis que conduce a una depresión respiratoria fatal. Sin embargo, los derivados opioides convencionales no son lo suficientemente fuertes como para tranquilizar rápidamente a animales grandes, como elefantes y rinocerontes, por lo que medicamentos como la etorfina y el carfentanilo están disponibles para este propósito.
La diprenorfina se considera el agente reductor/antagonista específico de la etorfina y el carfentanilo, y se utiliza normalmente para removilizar a los animales una vez finalizados los procedimientos veterinarios. Dado que la diprenorfina también posee propiedades agonistas parciales, no debe utilizarse en humanos si se exponen accidentalmente a la etorfina o al carfentanilo. La naloxona o naltrexona es el antagonista preferido de los receptores opioides humanos.
En teoría, la diprenorfina también podría utilizarse como antídoto para tratar la sobredosis de ciertos derivados opioides utilizados en humanos, en particular la buprenorfina, cuya afinidad de unión es tan alta que la naloxona no revierte de forma fiable sus efectos narcóticos. Sin embargo, la diprenorfina no suele estar disponible en hospitales; en su lugar, se suministra un vial de diprenorfina con etorfina o carfentanilo específicamente para revertir los efectos del fármaco, por lo que su uso para tratar una sobredosis de buprenorfina no suele llevarse a cabo en la práctica.
Debido a que la diprenorfina es un agonista parcial débil de los receptores opioides en lugar de un antagonista silencioso, puede producir algunos efectos opioides en ausencia de otros opioides en dosis suficientes. Además, debido al agonismo parcial del KOR, donde parece poseer una actividad intrínseca significativamente mayor en relación con el MOR, la diprenorfina puede producir sedación y, en humanos, alucinaciones.